# Daihinibaenetes arizonensis
Daihinibaenetes arizonensis är en insektsart som först beskrevs av Tinkham 1947.  Daihinibaenetes arizonensis ingår i släktet Daihinibaenetes och familjen grottvårtbitare. IUCN kategoriserar arten globalt som sårbar. Inga underarter finns listade i Catalogue of Life.